# Cyril Genik

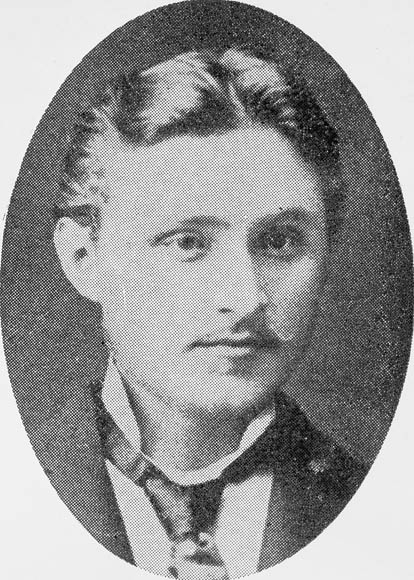
Cyril Genik (1857-1925).

Cyril Genik, född 1857 Bereziv Nyzhnii i Galizien, Kejsardömet Österrike, död 12 februari 1925 i Winnipeg, Kanada, var en ukrainsk-kanadensisk handläggare av immigranter. 

## Biografi
Genik föddes i Bereziv Nyzhnii i Galizien, studerade i Kolomyia innan han flyttade till Ivano-Frankivsk där han slutförde sina lärarstudier. Han avlade en kandidatexamen i Lviv innan han utnämndes till lärare i Nadvirna 1879. År  1882 återvände han till sin hemby och grundade där en skola. Under 1880-talet startade han ett kvarnföretag och ett producentkooperativ. År 1890 invaldes han i stadsfullmäktige i Kolomyia.
Vid ett tillfälle mötte Genik Joseph Oleskiw, en person som hade uppmuntrat ukrainare att emigrera till Kanada. Oleskiw erbjöd Genik att leda en andra kontingent av emigranter till Kanada och hjälpa dem att slå sig ner där. Genik accepterade och med sin hustru och fyra barn ledde han en grupp om 64 ukrainare som anlände till Québec den 22 juni 1896. Genik förde gruppen först till Winnipeg och sedan till den nygrundade orten Stuartburn i Manitoba som kom att bli det första ukrainska samhället i västra Kanada.
Olewskiw föreslog för det Kanadensiska inrikesministeriet att man skulle anställa Genik som handläggare av immigrationsärenden och som översättare vid behov. I sin befattning mötte han immigranterna i Québec, uppmuntrade bruket av engelska traditioner och att överge sina traditionella, samt fungerade som rådgivare när helst det behövdes.  Hans arbetsbörda ökade dramatiskt med den stora ökningen av ukrainska immigranter som anlände till Kanada. År 1898 var han heltidsavlönad av Kanadensiska staten. 
År 1899 grundade Genik Taras Shevchenco Reading Hall i sitt hem och den första kanadensiska tidningen på ukrainska, Kanadyiskyi farmer, 1903. 
Trots att Genik inte själv var religiös menade han att en kristen församling, oberoende av grekisk-ortodoxa och rysk-ortodoxa traditioner, borde finnas och grundade därför Independent Greek Church I samarbete med Winnipeg Presbyterian Churchs präster 1903–1904. År 1911, efter Kanadas federala val då det liberala partiet som Genik stödde förlorade, förlorade också Genik arbetet och han lämnade då det offentliga livet. Han bosatte sig ett slag i USA, men återvände till Winnipeg före sin död.
Vid tiden för sin död hade Genik blivit så välkänd bland den ukrainska befolkningen i Kanada att han fått epitetet "Den kanadensiska tsaren". 